# Yamaha FZX 750
Yamaha FZX 750 je motocykl kategorie cruiser nebo muscle bike, vyvinutý firmou Yamaha, vyráběný v letech 1986–1997.
Do USA byl importován jen v letech 1986 a 1987 se sníženým objemem motoru jako FZX 700. Řadový, kapalinou chlazený čtyřválec původem z modelu FZ 750 Genesis má jako první na světě pět ventilů na válec a je skloněn vpřed pro snížení těžiště. Model je také přezdíván jako malý V-Max. Pro své nízko položené těžiště a sedlo je vhodný i pro motorkáře menší postavy a ženy.

## Technické parametry
- Rám:
- Suchá hmotnost: 204 kg
- Pohotovostní hmotnost: 221 kg
- Maximální rychlost: 222 km/h
- Spotřeba paliva:

## Galerie

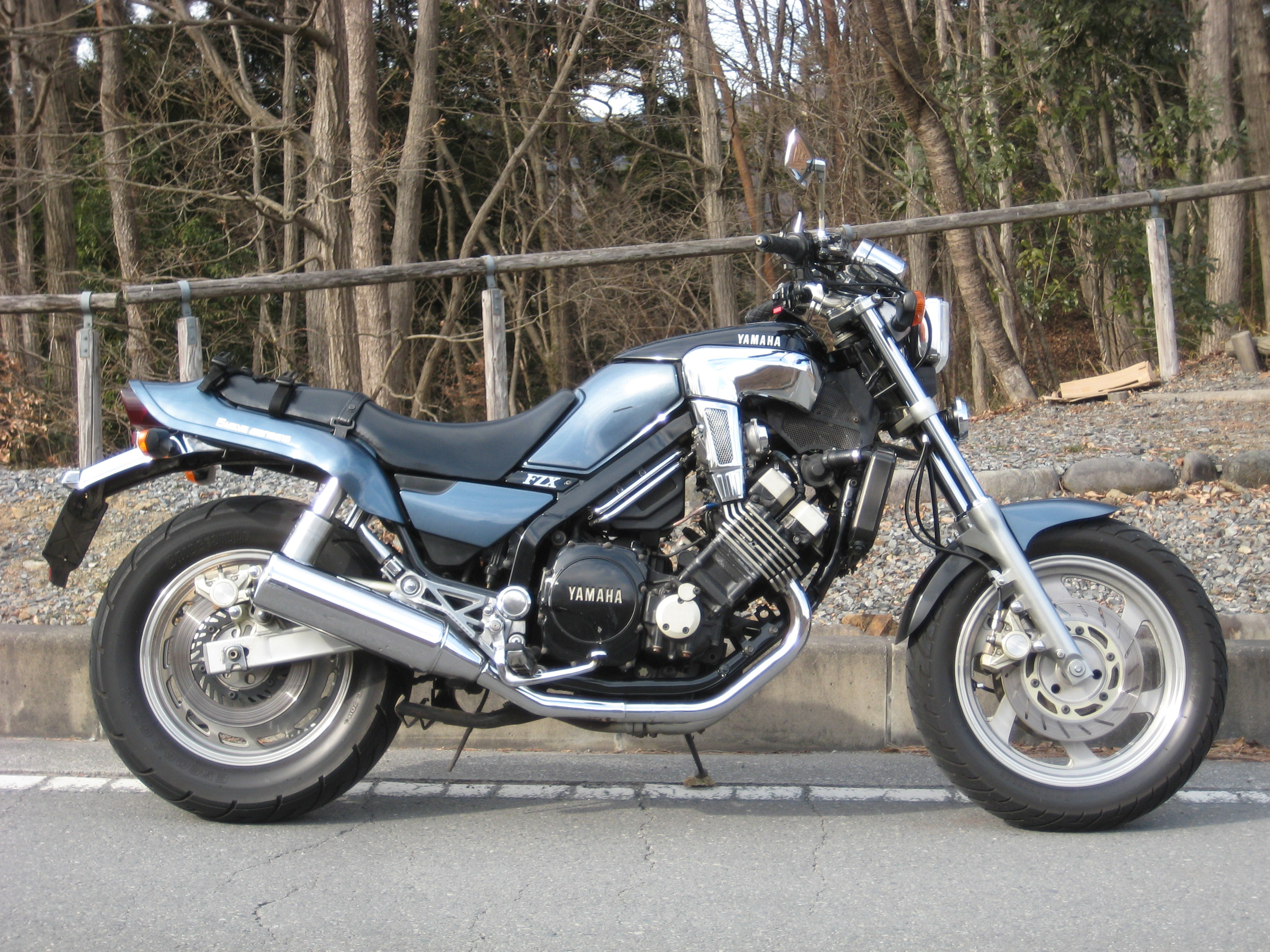
FZX 750